# Hypolimnas lamina
Hypolimnas lamina är en fjärilsart som beskrevs av Hans Fruhstorfer 1903. Hypolimnas lamina ingår i släktet Hypolimnas och familjen praktfjärilar. Inga underarter finns listade i Catalogue of Life.